# Шкотска национална лига дивизија 1
Шкотска национална лига дивизија 1 (енгл. Scottish National League Division One) је други ранг рагби 15 такмичења у Шкотској.

## О такмичењу
Дакле, ово је други ранг клупског рагби 15 такмичења у Шкотској. Укупно учествује 12 аматерских рагби клубова. На крају лигашког дела такмичења, првопласирани иде у виши ранг, а другопласирани игра са деветопласираним из Премијершипа утакмицу за пласман у Премијершип.

## Историја
Друга шкотска лига је мењала називе кроз историју.
Називи друге лиге
- 1974—2012. Дивизија 2
- 2013—2014. Национална лига
- 2014. - Национална лига дивизија 1

Списак победника друге шкотске лиге
- 1974. Келсо
- 1975. Легхолм
- 1976. Селкирк
- 1977. Мелроуз
- 1978. Келсо
- 1979. Мелроуз
- 1980. Гордонијанси
- 1981. Селкирк
- 1982. Килманрок
- 1983. Ер
- 1984. Глазгов академикалси
- 1985. Килманрок
- 1986. Глазгов академикалси
- 1987. Килманрок
- 1988. Џед форест
- 1989. Стирлинг каунти
- 1990. Единбург вондерерси
- 1991. Вотсонијанси
- 1992. Келсо
- 1993. Вест оф Скотланд
- 1994. Глазгов хај келвинсајд
- 1995. Келсо
- 1996. Кари
- 1997. Единбург академикалси
- 1998. Глазгов хоукси
- 1999. Гала
- 2000. Борофмир
- 2001. Стирлинг каунти
- 2002. Пиблс
- 2003. Вотсонијанси
- 2004. Гала
- 2005. Стирлинг каунти
- 2006. Данди
- 2007. Стирлинг каунти
- 2008. Вест оф Скотланд
- 2009. Данди
- 2010. Стирлинг каунти
- 2011. Единбург академикалси
- 2012. Џед форест
- 2013. Глазгов хоукси
- 2014. Борофмир
- 2015. Селкирк
- 2016. Вотсонијанси
- 2017. Мер

## Учесници
- Абердин
- Карта квинс парк
- Данди
- Единбург академикалси
- Фалкирк
- Гала
- ГХА
- Џед форест
- Келсо
- Маселбур
- Селкирк
- Стјуарт Мелвил